# Шандор, Иштван (футболист)
И́штван Ша́ндор (венг. Sándor István; род. 4 января 1986, Ужгород) — венгерский футболист, центральный полузащитник.

## Карьера игрока
Иштван Шандор родился 4 января 1986 года в Ужгороде. Однако на молодежном уровне начал выступать в соседней Венгрии (отец с 1989 года тренировал венгерские клубы), в клубах «Уйпешт», «Вац» и «Дьёр». В 2005 году защищал цвета «Элёре», сыграл 28 матчей и отличился тремя голами. С 2006 по 2008 годы выступал в клубах высшего дивизиона чемпионата Венгрии «Гонвед» и «Татабанья». С 2008 по 2011 годы защищал цвета клубов «Видеотон», «Фельчут» и «Будаэрш».
В 2011 году переехал в Белоруссию, в клуб местной высшей лиги «Нафтан». В составе белорусского клуба дебютировал 2 марта 2011 в ничейном (1:1) выездном поединке 1/4 финала кубка Белоруссии против «Немана». Иштван вышел на поле на 67-й минуте, заменив Игоря Карповича. В чемпионате Белоруссии дебютировал 2 апреля 2011 года в ничейном (1:1) домашнем матче 1-го тура против ФК «Гомеля». Шандор появился на поле на 71-й минуте, заменив Никиту Букаткина. Первым голом за «Нафтан» отличился 15 апреля 2011 в победном (6:0) домашнем поединке 4-го тура высшей лиги чемпионата Беларуси против могилёвского «Днепра». Всего в высшей лиге белорусского чемпионата сыграл 13 матчей и отличился 2-мя голами (также сыграл 12 матчей и отметился 1 голом за «дубль»), еще 3 матча провел в кубке Белоруссии.
В 2012 году вернулся в Венгрию. С тех пор выступал за венгерские клубы низших лиг.

## Личная жизнь
Отец Иштвана, Иштван Дьёрдьевич Шандор, тоже был профессиональным футболистом, а впоследствии стал тренером.
Имеет старшего брата, Дьёрдя Шандора (род. 1984), который также стал профессиональным футболистом.

## Запрет въезда на территорию Украины
В 2018 году был внесён в базу сайта «Миротворец» как «участник антиукраинских пропагандистских мероприятий», за участие в чемпионате мира по футболу среди непризнанных государств в составе сборной Закарпатья, в качестве главного тренера команды. 26 июня 2018 года СБУ запретила футболисту въезд на территорию Украины из-за выступлений за команду